# Элефант-энд-Касл
Элефант-энд-Касл (англ. Elephant and Castle) — район Южного Лондона, Англия, расположен в лондонском районе Саутуарк. Это название также неофициально относится к большей части Уолворта и Ньюингтона из-за близости одноимённой станции лондонского метро.